# CSU Târgu Mureș
Maillots
Le Clubul Sportiv Universitar Târgu Mureș est un club roumain de volley-ball féminin basé à Târgu Mureș qui évolue pour la saison 2016-2017 en Divizia A1.